# イエローホーマー
イエローホーマー（1990年3月28日 - 不明）は、日本の競走馬。1992年のヤングチャンピオン、1993年のキングカップ、1994年の福山菊花賞の勝ち馬である。主戦騎手は福山競馬時代は鋤田誠二、高崎競馬時代は水野貴史、盛岡競馬時代は三野宮通、中津競馬時代は高山伸一。
福山競馬史上最高の名馬と称されるローゼンホーマの初年度産駒の一頭で、父に重賞初勝利を届けた馬である。また、福山競馬時代は福山アラブ二冠馬オールセンプーとミスタージヨージの最高傑作と称されたナタリージョージ、クラシック路線の影に隠れた名脇役イムラッドホマレとともに「四強」を形成していた。

## 経歴
1992年9月28日、福山競馬場でデビューし1着。福山にはデビューから1996年4月まで在籍し、重賞3勝含む17勝を挙げた。以降は高崎競馬場へ移籍。高崎では4戦し、1着1回2着2回3着1回という好成績を残し盛岡競馬場へ移籍した。盛岡では1996年9月から1998年10月まで在籍、A級戦線にて活動するも重賞勝利を挙げることはなかった。1998年10月4日のアラ系一般にてライジングトウザイの4着を最後に中津競馬場へ移籍。中津では1999年1月から活動するも1勝を挙げたのみで後は人気薄の競馬となった。結局この年の9月に行われた日本農業新聞杯での7着を最後に現役を引退。その後の動向は不明。

## 競走成績
- 1992年（6戦5勝） ヤングチャンピオン
- 1993年（11戦4勝） キングカップ
- 1994年（15戦8勝） 福山菊花賞、新春賞2着
- 1995年（16戦0勝） 福山菊花賞3着
- 1996年（18戦3勝） シルバー賞3着
- 1997年（17戦3勝）
- 1998年（10戦0勝）
- 1999年（14戦1勝）

通算成績107戦24勝

## 血統表
| イエローホーマーの血統        | イエローホーマーの血統         | イエローホーマーの血統 | （血統表の出典） | （血統表の出典） |
| 父 ローゼンホーマ 1983 青鹿毛 | 父の父タイムライン 1969 栗毛   | タガミホマレ           | ミネフジ         | ミネフジ         |
| 父 ローゼンホーマ 1983 青鹿毛 | 父の父タイムライン 1969 栗毛   | タガミホマレ           | バイオレツト     |                  |
| 父 ローゼンホーマ 1983 青鹿毛 | 父の父タイムライン 1969 栗毛   | リユウエイ             | シユンエイ       | シユンエイ       |
| 父 ローゼンホーマ 1983 青鹿毛 | 父の父タイムライン 1969 栗毛   | リユウエイ             | タツリユウ       |                  |
| 父 ローゼンホーマ 1983 青鹿毛 | 父の母ヒダカローゼン 1970 鹿毛 | エルシド               | Nithard          | Nithard          |
| 父 ローゼンホーマ 1983 青鹿毛 | 父の母ヒダカローゼン 1970 鹿毛 | エルシド               | Farida IV        |                  |
| 父 ローゼンホーマ 1983 青鹿毛 | 父の母ヒダカローゼン 1970 鹿毛 | ミスローゼン           | カンダオー       | カンダオー       |
| 父 ローゼンホーマ 1983 青鹿毛 | 父の母ヒダカローゼン 1970 鹿毛 | ミスローゼン           | スズエース       |                  |
| 母 ゴールドスカレー 1980 栗毛 | 母の父スカレー 1969 鹿毛       | エルシド               | Nithard          | Nithard          |
| 母 ゴールドスカレー 1980 栗毛 | 母の父スカレー 1969 鹿毛       | エルシド               | Farida IV        |                  |
| 母 ゴールドスカレー 1980 栗毛 | 母の父スカレー 1969 鹿毛       | トモスカツプ           | トモスベビー     | トモスベビー     |
| 母 ゴールドスカレー 1980 栗毛 | 母の父スカレー 1969 鹿毛       | トモスカツプ           | カツプフオード   |                  |
| 母 ゴールドスカレー 1980 栗毛 | 母の母スミノホマレ 1971 鹿毛   | センジユ               | 方景             | 方景             |
| 母 ゴールドスカレー 1980 栗毛 | 母の母スミノホマレ 1971 鹿毛   | センジユ               | イースタン       |                  |
| 母 ゴールドスカレー 1980 栗毛 | 母の母スミノホマレ 1971 鹿毛   | アヤヒシ               | ヒシリユウ       | ヒシリユウ       |
| 母 ゴールドスカレー 1980 栗毛 | 母の母スミノホマレ 1971 鹿毛   | アヤヒシ               | ウイルソン       |                  |
| 出典                          | 1.                             | 1.                     | 1.               | 1.               |